# Chocolatey
Chocolatey — менеджер пакетов с интерфейсом командной строки и установщик программного обеспечения Windows на машинном уровне. Он использует инфраструктуру упаковки NuGet и Windows PowerShell для упрощения процесса загрузки и установки программного обеспечения.

## Описание
В апреле 2014 года Microsoft представила OneGet (позже переименованный в PackageManagement) вместе с PowerShell 5. Это бесплатный менеджер поставщиков пакетов с открытым исходным кодом, который позволяет интегрировать другие менеджеры пакетов в PowerShell. OneGet был предварительно настроен для просмотра репозитория Chocolatey.